# Jaime de Barros Câmara
Dom Jaime de Barros Câmara GCC (São José, 3 de julho de 1894 — Aparecida, 18 de fevereiro de 1971) foi um cardeal brasileiro de ascendência açoriana e madeirense.

## Biografia
Era filho legítimo do segundo matrimônio do Escrivão de Órfãos Joaquim Xavier de Oliveira Câmara, nascido em 1856 em São José (SC), com Anna de Carvalho Barros, nascida em 1864 em Salvador (BA). Era descendente direto por linha paterna de João Gonçalves Zarco, desbravador da Ilha da Madeira.
Era sobrinho do Marechal João Pedro Xavier da Câmara, que foi Chefe do Estado-Maior do Exército, entre 1906 e 1909. Seu tio foi um grande incentivador da sua vocação sacerdotal.
Fez seus estudos eclesiásticos no Seminário de São Leopoldo, Rio Grande do Sul.

## Presbiterado
Foi ordenado sacerdote no dia 1º de janeiro de 1920, em Florianópolis, pelas mãos de Dom Joaquim Domingues de Oliveira. Atuou na Arquidiocese de Florianópolis, Santa Catarina no período de 1920 a 1930. Foi reitor do Seminário Nossa Senhora de Lourdes Azambuja-Brusque e do Santuário de Nossa Senhora do Caravaggio de Azambuja de 1927 a 1936  . No dia 18 de abril de 1935 foi nomeado camareiro secreto de Sua Santidade, pelo Papa Pio XI, passando a usar o título de Monsenhor.

## Bispo de Mossoró
No dia 19 de dezembro de 1935 Monsenhor Jaime de Barros Câmara foi nomeado pelo Papa Pio XI 1º bispo da Diocese de Mossoró, Rio Grande do Norte, criada no dia 28 de julho de 1934.
Sua ordenação episcopal foi em Florianópolis, no dia 2 de fevereiro de 1936, pelas mãos de Dom Joaquim Domingues de Oliveira, Dom Pio de Freitas Silveira, CM, Dom Daniel Henrique Hostin, OFM.

## Arcebispo de Belém do Pará
No dia 15 de setembro de 1941, o Papa Pio XII nomeia Dom Jaime Arcebispo de Belém do Pará. A posse do novo arcebispo aconteceu no dia 1 de janeiro de 1942.
Durante seu governo na Arquidiocese de Belém do Pará promoveu a reforma dos estudos do Seminário, adquiriu o Colégio Progresso Paraense (atual colégio Santa Maria de Belém), a sede do Círculo Operário e o Seminário Ferial (atual Centro de Treinamento Tabor, em Icoaraci).

## Arcebispo de São Sebastião do Rio de Janeiro

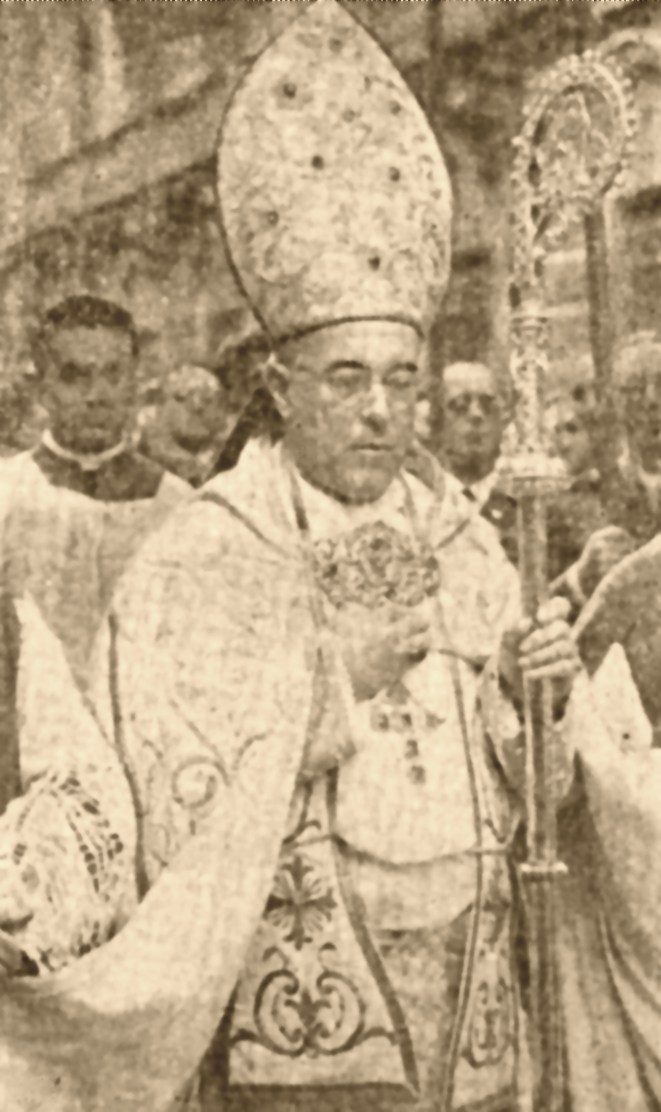
Arcebispo do Rio de Janeiro, D. Jaime de Barros Câmara, em sua posse a 15 de setembro de 1943.

Dom Jaime foi designado pelo Papa Pio XII para a Arquidiocese de São Sebastião do Rio de Janeiro no dia 3 de julho de 1943, tomou posse no dia 15 de setembro deste mesmo ano. Deu grande apoio ao estabelecimento de igrejas orientais no Brasil, por exemplo, ao erigir paróquia a Igreja de São Basílio, greco-católica melquita, que ele mesmo definiu como "jóia rara".

## Cardinalato

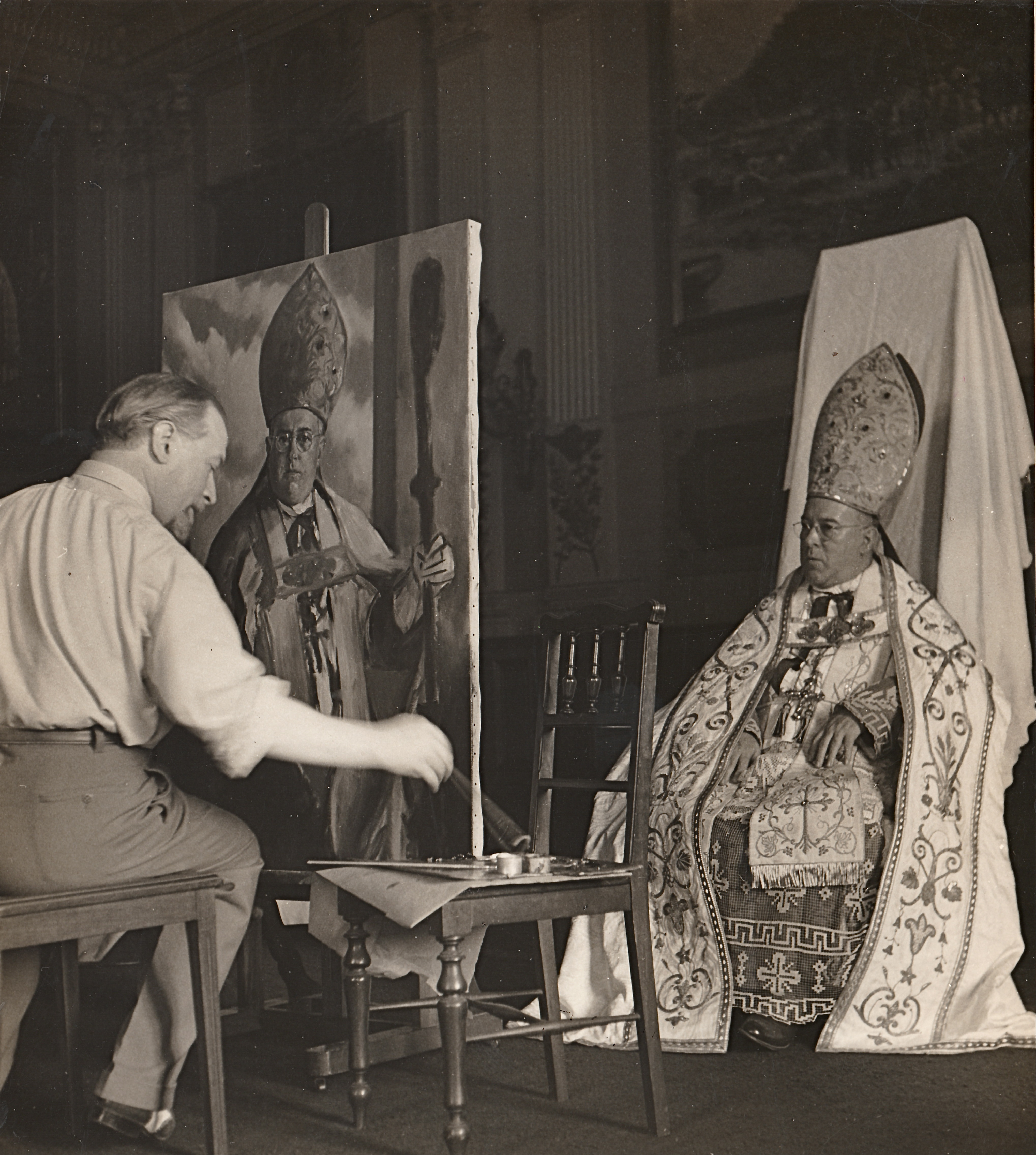
Jaime de Barros Câmara retratado por Serge Ivanoff em 1947

No Consistório do dia 18 de fevereiro de 1946, presidido pelo Papa Pio XII, Dom Jaime de Barros Câmara foi criado cardeal com o título dos Santos Bonifácio e Aleixo, do qual tomou posse solenemente no dia 22 de fevereiro do mesmo ano. Neste consistório foi também criado cardeal o brasileiro Carlos Carmelo Cardeal de Vasconcelos Motta.
Foi o legado papal no Congresso Eucarístico Nacional, realizado em Porto Alegre, Rio Grande do Sul, em outubro de 1948; no Congresso Interamericano da Confederação da Educação Católica, no Rio de Janeiro em 1951; no Congresso Eucarístico Nacional, em Curitiba, Paraná, em março de 1960.
Dom Jaime foi nomeado ordinário militar no dia 6 de novembro de 1950, permanecendo na função até 9 de novembro de 1963.
O cardeal Barros Câmara foi designado ordinário para os fiéis de rito oriental no dia 14 de novembro de 1951.
Participou da Primeira Conferência Geral do Episcopado Latino-Americano, realizada no Rio de Janeiro, em 1955. Foi presidente da Conferência Nacional dos Bispos do Brasil (CNBB), no período de 1958 a 1963.
Participou do conclave de 1958 que elegeu o Papa João XXIII e do conclave de 1963 que elegeu o Papa Paulo VI. Apoiou o Golpe Militar de 1964, indo à rádio em 31 de março para louvar o patriotismo e a religiosidade com que se organizava a Marcha da Vitória. Com a vitória do levante fez uma peregrinação ao Santuário de Aparecida para agradecer à santa a salvação do país.
Participou de todas as sessões do Concílio Vaticano II.
A 29 de Maio de 1959 foi agraciado com a Grã-Cruz da Ordem Militar de Cristo de Portugal.

### Sucessão
Dom Jaime de Barros Câmara foi o primeiro bispo de Mossoró, teve como sucessor Dom João Batista Portocarrero Costa.
Dom Jaime foi o quinto Arcebispo de Belém do Pará, sucedeu a Dom Antônio de Almeida Lustosa, SDB, e teve como sucessor Dom Mário de Miranda Vilas-Boas.
Sua Eminência foi o quarto Arcebispo de São Sebastião do Rio de Janeiro, sucedeu a Dom Sebastião Leme Cardeal da Silveira Cintra e foi sucedido por Dom Eugênio Cardeal de Araújo Sales.

## Morte
Faleceu em Aparecida, São Paulo, dia 18 de fevereiro de 1971, aos 76 anos de idade. Foi sepultado na nova Catedral do Rio de Janeiro.

## Ordenações

### Ordenações diaconais
- Elias James Manning, O.F.M.Conv. † (1965)

### Ordenações presbíteros
- José Palmeira Lessa (1968)

### Ordenações episcopais
Dom Jaime foi o principal sagrante dos seguintes bispos:
- Gregório Alonso Aparicio, O.A.R. † (1943)
- José Newton de Almeida Baptista † (1944)
- Rosalvo Costa Rêgo † (1946)
- Jorge Marcos de Oliveira † (1946)
- José del Perpetuo Socorro Alvarez Mácua, O.A.R. † (1948)
- Luís do Amaral Mousinho † (1948)
- Alberto Gaudêncio Ramos † (1949)
- Hélder Pessoa Câmara † (1952)
- José Nepote-Fus, I.M.C. † (1952)
- Joaquim de Lange, C.S.Sp. † (1952)
- Othon Motta † (1953)
- José Vicente Távora † (1954)
- João Batista da Mota e Albuquerque † (1957)
- Wilson Laus Schmidt † (1957)
- Honorato Piazera, S.C.I. † (1959)
- Cândido Padin, O.S.B. † (1962)
- José Gonçalves da Costa, C.Ss.R. † (1962)
- Waldyr Calheiros Novaes † (1964)
- José Alberto Lopes de Castro Pinto † (1964)
- Mário Teixeira Gurgel, S.D.S. † (1967)
- Cândido Lorenzo González, O. de M. † (1970)

## Citação
"Lembro-me com ternura da santa alegria demonstrada pelos hansenianos de Marituba e do Prata. As lágrimas me vêm aos olhos quando recordo a simplicidade e afeto com que me acolhiam os humildes caboclos nas visitas pastorais". (Cardeal Barros Câmara)